# Guo Moruo
Dans ce nom, le nom de famille, Guo, précède le nom personnel.
Œuvres principales
Les Déesses
Guo Moruo (chinois 郭沫若 ; EFEO Kouo Mo-jo) est un écrivain chinois de la période moderne, ainsi qu'un homme politique et savant, né le 16 novembre 1892 sous le nom de Guo Kaizhen (郭開貞) dans le canton de Leshan, province du Sichuan, et mort le 12 juin 1978.
Il a été tout à la fois poète, dramaturge, l'un des fondateurs du groupe Création, mais aussi archéologue et spécialiste de la Chine antique.

## Biographie
Guo est issu d’une famille de commerçants.
Le parcours de Guo Moruo commence par une formation dans quatre écoles différentes entre 1906 et 1913 : il y est formé aux Classiques, conformément à la tradition. Il lit aussi les poètes de la dynastie Tang et des traductions de romans étrangers.
Un mariage à l’initiative de ses parents est annulé, avant qu’une semaine ne s’achève.
Ensuite, Guo Moruo se rend au Japon en 1914 pour se consacrer à des études de médecine et obtient un diplôme de l’Université impériale de Kyūshū en 1923. Malgré sa réussite dans ce domaine, il n’exercera jamais cette profession.
Après avoir également acquis des connaissances en anglais, allemand et latin durant cette période, son intérêt l’attire vers le domaine littéraire, au début, en 1917, sous la forme de traduction de poèmes, et à partir de 1919 sous la forme de rédaction de nouvelles .
La publication de son recueil  Les Déesses (zh) (Nüshen) en 1921 marque son irruption  dans la poésie chinoise. Influencé par le romantisme, ce recueil est empreint de révolte et de panthéisme.
Revenu en Chine, il est l’un des fondateurs, avec Yu Dafu, Cheng Fangwu (en), Tian Han, Zhang Ziping (en), de la société littéraire Création (zh), destinée à promouvoir le principe de l'art pour l'art. Paraissent ensuite plusieurs autres recueils de poèmes.
Guo commence à s'intéresser au marxisme à partir de 1924. Il traduit L'Organisation sociale et la Révolution sociale de Kawakami Hajime. Il participe à l’Expédition du Nord aux côtés du Guomindang en 1926 en tant que commissaire politique. Après l'écrasement des communistes par le Guomindang à Shanghai en 1927, Guo se réfugie au Japon. Il y écrit son Autobiographie et entame des recherches sur la Chine ancienne.
De retour en Chine après le déclenchement de la guerre sino-japonaise, il se consacre surtout à l'écriture de pièces de théâtre, dont la plus connue est Qu Yuan (1942), consacrée au poète antique de ce nom. À Chongqing, capitale du Guomindang, il occupe des fonctions politiques. Après la guerre, il séjourne à Hong Kong.
Avec la fondation de la république populaire de Chine en 1949, Guo exerce de nombreuses fonctions officielles, dont celle de président de l'Académie chinoise des sciences et de président de la Fédération des écrivains et des artistes (en). Comme il est principalement occupé par ses nombreuses fonctions officielles, son activité d'écrivain est très réduite.
Le gouvernement lui attribue les postes d’adjoint au Premier ministre, de président du Conseil de la culture et de l’éducation.
Les autres postes importants qu’il occupe sont :
- en 1950, la présidence de la section chinoise du Conseil mondial de la paix,
- en 1954, la vice-présidence de l’Assemblée nationale,
- en 1955, la vice-présidence du Conseil mondial de la paix,
- en 1958, la présidence de la Nouvelle Université scientifique et technique de Pékin,
- en 1969, un siège au Comité central du Parti communiste.

Dans le cadre de ses activités, il accompagne nombre de délégations à l’étranger.
Guo n'a jamais été inquiété lors des campagnes visant les intellectuels. Il est le tout premier à faire son autocritique au début de la Révolution culturelle, échappant durant cette période aux persécutions, protégé sans doute par Mao Zedong lui-même.
Il a reçu par ailleurs le Prix Staline international pour la paix en 1951.
D’un deuxième mariage avec Sato Komiko (1893-1984), une infirmière japonaise, Guo Moruo eut cinq enfants nés entre 1916 et le déclenchement de la guerre sino-japonaise en 1937, et cinq enfants d’une troisième femme, Yu Liqun (1916-1979).

## Liste des œuvres
- 1921 : Nüshen (Les Déesses),  poèmes
- 1923 : Xingkong (Le Ciel étoilé), recueil de poèmes
- 1923 : Wang Zhaojun, drame
- 1925 : Ping (Le Vase), recueil de poèmes
- 1926 : Ganlan (L’Olive), nouvelles autobiographiques
- 1926 : Tour, nouvelles
- 1926 : Trois femmes rebelles, drame
- 1927 : Qianmao (L'Avant-garde), recueil de poèmes
- 1928 : Luoye (Feuilles tombantes), roman épistolaire
- 1928 : Mes années d'enfance — autobiographie Kouo Mo-jo (trad. Pierre Ryckmans), Autobiographie : Mes années d'enfance, Paris, Gallimard, coll. « Connaissance de l'Orient », 1970
- 1930 : Enquêtes sur l’histoire de la Chine ancienne
- 1930 : Le Chat noir, autobiographie
- 1942 : Qu Yuan, drame Kouo Mo-jo, K'iu Yuan, trad. Liang Pai-tchin, Gallimard, « Connaissance de l'Orient », 1957.
- 1948 : Le Chant des vagues, autobiographie
- 1948 : Cigales, poèmes
- 1957 : Cent fleurs fleurissent, poèmes
- 1959 : Cai Wenji, drame
- 1970 : Poèmes, traduction de Michelle Loi, Gallimard, « Connaissance de l'Orient »

### Traduction
- 1922 : Goethe: Die Leiden des Jungen Werther
- 1924 : Kawakami Hajime, L’Organisation sociale et la Révolution sociale
- 1925 : Tourgueniev, Terres vierges
- 1926 : Schiller: Wallenstein
- 1928 : Nietzsche, Ainsi parlait Zarathoustra
- 1928 : Goethe: Faust I. Teil
- 1929 : Upton Sinclair, La Jungle
- 1931 : Marx, Kritik der Politischen Ökonomie (Critique de l’économie politique)
- 1935 : Tolstoi: Krieg und Frieden
- 1953 : Goethe: Faust II. Teil